# Distretto di Saran
Saran è un distretto dell'India di 3 251 474 abitanti, che ha come capoluogo Chapra.